# Czarny Szosik
Czarny Szosik – część wsi Brzóstowa w Polsce, położona w województwie świętokrzyskim, w powiecie ostrowieckim, w gminie Ćmielów.
W latach 1975–1998 Czarny Szosik należał administracyjnie do województwa tarnobrzeskiego.